# 叶选平
叶选平（1924年12月20日—2019年9月17日），广东梅县人，出生于广州市，中国共产黨、中华人民共和国政治人物，原副国级领导人，中华人民共和国元帅叶剑英的长子。延安自然科学院机械系毕业。1945年9月，加入中国共产党；是中共第十二届候补中央委员，第十三届、十四届中央委员；曾任广东省省长、广州市市长等职。1991年4月，被增选为第七届全国政协副主席；后连任第八届、第九届全国政协副主席（排名第一）。2019年9月17日12时50分在广东省广州市逝世。

## 生平

### 早年经历
叶选平1924年12月20日出生在广州市，后在家乡梅县雁洋下虎村生活；曾就读于广东省中山市中山纪念中学。1939年，赴重庆。皖南事变发生后，经中共组织安排转往延安，和父亲叶剑英团聚，并进入延安自然科学院机械系学习，是该校第一批学生。1945年毕业后，被分配到延安兵工厂工作，成为一名机械师，并于该年9月加入中国共产党。国共第二次内战时期，曾在晋绥边区第一机械厂工作。

### 留苏工程师
中华人民共和国建国后，叶选平先后在哈尔滨工业大学和清华大学进行过短期学习；1950年，调入当时中国最大的机床厂—沈阳第一机床厂工作。1952年，被派往苏联学习进修机床专业；1954年回国后，先后在沈阳和北京担任两家机床厂的总工程师。曾历任沈阳第一机床厂副厂长、兼总工程师，沈阳市机械局副总工程师，北京第一机床厂生产技术副厂长、兼总工程师等职。

### 仕途
1973年，49岁的叶选平出任北京市机械局领导小组副组长、党委常委，开始步入政界。文化大革命结束后，于1977年进入中共中央党校学习；1978年，出任国家科委三局局长。1979年，叶选平调往广东省工作，出任副省长、兼省科委主任；1983年，任中共广州市委副书记、市长；1985年，晋升广东省省长，成为改革开放初期，广东省的主要领导之一。1988年1月12日，在广东省七届人大第一次会议上，叶选平连任广东省省长；在750张有效票选票中，获得了746张。
在中共大力提倡干部年轻化的政策下，叶选平在67岁时，才卸任省长职务；并于1991年4月，在第七届全国政协第四次会议上，增选为全国政协副主席，成为党和国家领导人。此后，他分别于1993年和1998年连任第八届、第九届全国政协副主席（排名第一位），在全国政协的地位仅次于时任全国政协主席李瑞环。直到2003年3月，78岁的叶选平才在第十届全国政协一次会议上卸任全国政协副主席一职退休。

### 逝世
2019年9月17日12时50分，叶选平在广东省广州市逝世，终年95岁。

## 身后
2019年9月23日在广州市举行遗体告别与火化，中共中央政治局常委、全国政协主席汪洋代表中共中央到广州送别，中共中央总书记习近平、国务院总理李克强和前总书记江泽民、胡锦涛等领导人送了花圈。

## 家庭
父亲叶剑英是中华人民共和国元帅，生母冯华。
妻子吴小兰是机械专家，曾任中国机械进出口公司副总经理、深圳市副市长、深圳市人大常委会副主任，为延安“五老”之一的吴玉章的外孙女。
儿子叶新福，1992年在香港创立万信证券（PW Asia Brokerage Limited）。现任广东南湖高尔夫球会董事长，另一子姓名职业不详。
長孫叶丁丁（約1977年生）。
還有一個孙子叶仲豪，曾任广东云浮市高新区主任。